# Сем Деккер
Семюел Томас Деккер (англ. Samuel Thomas Dekker; нар. 6 травня 1994, Шебойган, Вісконсин, США) — американський професіональний баскетболіст, легкий форвард і важкий форвард команди ББЛ «Лондон Лайонс».

## Ігрова кар'єра

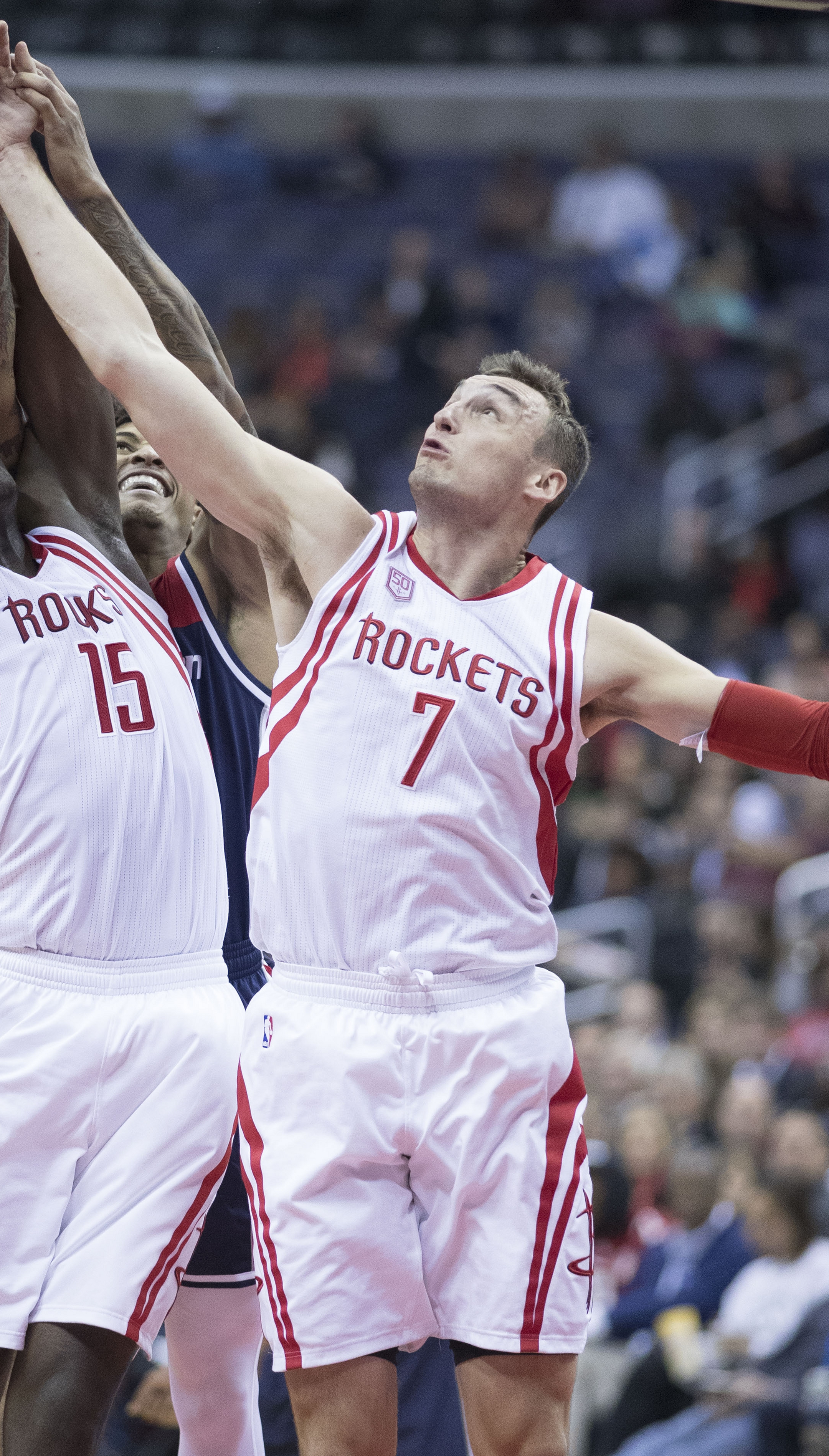
Деккер у складі «Роккетс», 2016

Починав грати у баскетбол у команді Шебойганської лютеранської школи (Шебойган, Вісконсин). Допоміг команді стати чемпіоном штату, забивши вирішальний триочковий кидок на останніх секундах фінального матчу. На університетському рівні грав за команду Вісконсин (2012—2015).
2015 року був обраний у першому раунді драфту НБА під загальним 18-м номером командою «Х'юстон Рокетс». Захищав кольори команди з Х'юстона протягом наступних 2 сезонів.
Протягом 2016 року часто виступав у фарм-клубі «Рокетс» з Ліги розвитку НБА «Ріо-Гранде Воллей Вайперс».
14 грудня 2016 року провів найрезультативніший матч у кар'єрі, набравши 19 очок проти «Сакраменто Кінгс». 21 січня 2017 року вперше вийшов у стартовому складі та відразу ж оновив свій рекорд результативності, набравши 30 очок у матчі проти «Мемфіс Гріззліс».
2017 року став гравцем «Лос-Анджелес Кліпперс», перейшовши туди в рамках угоди, яка відправила до Х'юстона Кріса Пола, а до Лос-Анджелеса, окрім самого Деккера — Патріка Беверлі, Монтрезла Гаррелла, Дарруна Гілліарда, Деандре Ліггінса, Лу Вільямса та Кайла Вілчера.
7 серпня 2018 року разом з правама на Реналдаса Сейбутіса був обміняний до «Клівленд Кавальєрс» на права на Володимира Веремеєнка.
7 грудня 2018 року був обміняний до «Вашингтон Візардс».
5 серпня 2019 року підписав контракт з російським клубом «Локомотив Кубань».
23 липня 2020 року перейшов до складу турецького «Тюрк Телеком».
10 серпня 2021 року підписав контракт з «Торонто Репторз». Проте вже 6 листопада був відрахований з команди, після одного зіграного матчу.
4 грудня 2021 року перейшов до турецького «Бахчешехіра». Допоміг команді виграти Єврокубок ФІБА 2022 року.
7 серпня 2022 року перейшов до англійського «Лондон Лайонс».

## Статистика виступів в НБА

### Регулярний сезон
| Сезон             | Команда                 | GP  | GS | MPG  | FG%  | 3P%  | FT%  | RPG | APG | SPG | BPG | PPG |
| ----------------- | ----------------------- | --- | -- | ---- | ---- | ---- | ---- | --- | --- | --- | --- | --- |
| 2015–16           | «Х'юстон Рокетс»        | 3   | 0  | 2.0  | .000 | .000 | .000 | .3  | .0  | .3  | .0  | .0  |
| 2016–17           | «Х'юстон Рокетс»        | 77  | 2  | 18.4 | .473 | .321 | .559 | 3.7 | 1.0 | .5  | .3  | 6.5 |
| 2017–18           | «Лос-Анджелес Кліпперс» | 73  | 1  | 12.1 | .494 | .167 | .661 | 2.4 | .5  | .3  | .1  | 4.2 |
| 2018–19           | «Клівленд Кавальєрс»    | 9   | 5  | 18.8 | .458 | .385 | .800 | 3.7 | 1.0 | 1.2 | .0  | 6.3 |
| 2018–19           | «Вашингтон Візардс»     | 38  | 0  | 16.3 | .471 | .286 | .556 | 3.0 | 1.0 | .7  | .2  | 6.1 |
| 2021–22           | «Торонто Репторз»       | 1   | 0  | 1.0  | –    | –    | –    | .0  | .0  | .0  | .0  | .0  |
| Усього за кар'єру | Усього за кар'єру       | 201 | 8  | 15.4 | .478 | .288 | .606 | 3.0 | .8  | .5  | .2  | 5.5 |

### Плей-оф
| Сезон  | Команда          | GP | GS | MPG | FG%  | 3P%  | FT%  | RPG | APG | SPG | BPG | PPG |
| ------ | ---------------- | -- | -- | --- | ---- | ---- | ---- | --- | --- | --- | --- | --- |
| 2017   | «Х'юстон Рокетс» | 4  | 0  | 7.8 | .250 | .500 | .000 | 2.5 | .3  | .3  | .3  | 2.3 |
| Career | Career           | 4  | 0  | 7.8 | .250 | .500 | .000 | 2.5 | .3  | .3  | .3  | 2.3 |

## Особисте життя
2018 року одружився з Олівією Гарлан, журналісткою ESPN та SEC Network.